# White & Nerdy
"White & Nerdy" is de tweede single afkomstig van het album Straight Outta Lynwood van Weird Al Yankovic, dat in Amerika werd uitgebracht op 26 september 2006. Het is een parodie op het nummer "Ridin'" van de rappers Chamillionaire en Krayzie Bone. De hoofdpersoon in de parodie (gespeeld door Yankovic) beklaagt zich aan de ene kant over het feit dat hij zo blank en nerderig is, aangezien hij daardoor geen aansluiting kan vinden bij het stoere Afro-Amerikaanse gangstercultuurtje. Aan de andere kant bejubelt hij al zijn hobby's en bezigheden, die stuk voor stuk bestaan uit stereotiepe nerd-hobby's zoals het spelen van Dungeons & Dragons en het kijken naar Star Trek.

## Geschiedenis
Op 27 augustus 2006, een maand voordat de single werd uitgebracht, was hij op het internet al uitgelekt. Als stream verscheen hij al op de MySpace-pagina van Chamillionaire. In tegenstelling tot rapper Coolio die een aantal jaren daarvoor minder gecharmeerd was van een parodie op een van zijn nummers, kon Chamillionaire deze versie van zijn eigen hit wel waarderen. Hij liet in een interview met MTV News verder nog weten dat hij tevens aangenaam verrast was door de rapvaardigheid van "Weird Al".
Het nummer werd in Amerika een groot succes. Voor Yankovic werd het zijn eerste top 10-hit in de Billboard Hot 100, de belangrijkste Amerikaanse hitlijst. Hij behaalde plaats 9, waarmee hij zijn vorige record brak. Dat was een 12de plaats voor zijn parodie "Eat it" uit 1984, een parodie op Michael Jacksons "Beat it". Tevens betekende het zijn eerste top 40-single sinds het nummer "Smells like Nirvana" in 1992. De hoogste positie die het bereikte in de Hot Digital Songs was plaats 5. Zowel het nummer als de video belandden op de hoogste positie in de Amerikaanse iTunes Store, en kwamen op plaats 1 op de VH1's top 20 video countdown. Zowel de single "White & Nerdy" als het album waar het zich op bevond, Straight Outta Lynwood, werden met goud bekroond door de RIAA.

## Video
De videoclip die bij het nummer werd uitgebracht, was opgenomen als high-definition video. De video was in zoverre uniek, dat Yankovic alle figuranten in de clip deze keer persoonlijk had uitgenodigd om in de clip mee te spelen. Hij plaatste hiervoor een verzoek op zijn blog van zijn MySpacepagina, waarop verschillende mensen reageerden die graag zonder vergoeding wilden meespelen.
De video lekte uit op YouTube op 17 september 2006, een dag voordat de video officieel zou worden uitgebracht door AOL. AOL besloot hierop om dan maar géén officiële première te doen, en de clip zonder verdere aandacht op de website te plaatsen. De Amerikaanse versie van muziekzender VH1 begon de video veelvuldig te tonen vanaf 20 september, waarna hij op plaats 5 binnenkwam in hun top 20.

### Verwijzingen in de video
- De auto's in de videoclip zijn een blauwe Chevrolet Impala Convertible uit 1967 en een Toyota Prius NHW20 uit 2004 of 2005. De Impala uit 1967 heeft als nummerplaat "OG 4LIFE" (waarbij OG staat voor "Original Gangster").
- In the video weigert de hoofdpersoon een "40" (de aanduiding van een type bier of sterkedrank), omdat hij Earl grey prefereert, de theesoort die ook graag gedronken wordt door Jean-Luc Picard, de kapitein van het ruimteschip USS Enterprise in de televisieserie Star Trek: The Next Generation.
- De stripboekenwinkel die in de videoclip te zien is, is een daadwerkelijk bestaande winkel. Het is Golden Apple Comics, te vinden in Los Angeles.[4]
- Wanneer Yankovic buiten op straat rapt, vormen de rode vlammetjes achter hem de omtrek van Pac-Man. In de originele video is rapper Chamillionaire te zien met achter zich rode vlammetjes die het logo van de rapper vormen.
- Eenzelfde soort parodie van de originele clip is te zien wanneer Yankovic binnen rapt voor een witte wand. Waar in de originele clip de naam van de rapper op de achterwand te zien is, bevindt zich in de clip van Yankovic een (overigens niet geheel juiste) schrödingervergelijking. Donny Osmond die op de achtergrond zo overdreven mogelijk uit zijn dak gaat, is een parodie op Krayzie Bone.
- De hoofdpersoon in het nummer pretendeert dat hij afstudeerde aan het MIT als beste van zijn klas. In werkelijkheid kent MIT geen hiërarchie aan studenten onderling toe.[5]
- Yankovic noemt M.C. Escher zijn favoriete MC".
- Het boek dat Yankovic leest in zijn bibliotheek, is het boek A Brief History of Time van Stephen Hawking.
- Boven en links van de computer van Yankovic hangt een grote poster van het periodiek systeem.
- De gepimpte MySpacepagina voor de clip werd speciaal voor de clip aangemaakt.[6] In de top 8 die in de clip te zien is, zien we achtereenvolgens Bill Gates, Napoleon Dynamite, Mr. Peabody, Albert Einstein, Screech, Frodo Balings, Pee Wee Herman en Tom Anderson (de oprichter van Myspace).[6] Onderaan de MySpace-pagina is een oproep te zien van Larry Groznic, een fictieve nerderige columnist van The Onion, een Amerikaanse parodiekrant, die ooit een lang artikel had geschreven over het artikel over Yankovic op Wikipedia,[7] die smeekt om tot de top 8 toegelaten te worden.[8] Hoewel de hoofdpersoon van het filmpje beweert dat iedereen in zijn top 8 wil, heeft hij in totaal maar 27 MySpace-vrienden. Het getal 27 is een steeds terugkerend grapje in Yankovic' muziek en video's.
- Wanneer Yankovic rapt dat hij het getal voor π kent tot 1000 cijfers achter de komma, wordt π op de achtergrond in 515 cijfers achter de komma weergegeven.
- In de scène waarin hij het spelletje Mijnenveger speelt op een Mac, is "whitenerdy" de naam van de ingelogde gebruiker.
- Wanneer Yankovic zingt dat hij zijn naam op zijn ondergoed heeft staan, trekt iemand van achteren hard aan zijn slip, waarop de naam "Alfred" op de rand zichtbaar wordt. "Alfred" is de roepnaam van "Weird Al".
- Het voertuig waarmee Yankovic zich door het park voortbeweegt, is een Segway PT.
- Wanneer hij zijn "wapen" laat zien tijdens de regel "I ain't got a gat, but I got a soldering gun", refereert hij aan een apparaat om dingen juist (elektronisch) mee vast te maken of te repareren, in plaats van mee te slopen. Het apparaat dat hij omhoog houdt, is echter geen soldeerpistool, maar een soldeerbout.
- Wanneer Yankovic pretendeert vloeiend te kunnen spreken in zowel JavaScript als Klingon, wijst hij naar de voorkant van het boek van O'Reilly Media's JavaScript: The Definitive Guide (ISBN 0-596-10199-6) en het Klingon-insigne.
- Wanneer Yankovic in de stripwinkel op zoek gaat naar stripboeken van X-Men, draagt hij een shirt met de tekst "Carl Sagan is my homeboy".
- De strips in zijn linkerhand zijn Uncanny X-Men #268 (september 1990) voorop en Uncanny X-Men #201 (januari 1986) erachter. De strips in zijn rechterhand zijn Uncanny X-Men #221 (september 1987) voorop en Uncanny X-Men #210 (oktober 1986) erachter.
- Het Wikipedia-artikel dat Yankovic vandaliseert (door "YOU SUCK!" te typen in grote letters) is het artikel over Atlantic Records. Dit verwijst naar het bedrijf dat weigerde om Yankovic toestemming te geven om het nummer "You're Pitiful" op het album Straight Outta Lynwood op te nemen, een parodie op het nummer "You're Beautiful" van James Blunt. Dit inspireerde verschillende mensen om het artikel van Atlantic Records daadwerkelijk te vandaliseren op dezelfde wijze. Yankovic heeft aangegeven dat hij dit gedrag niet goedkeurt, maar er stiekem wel een beetje om kan lachen.[9]
- Het woord "dog" (hond) komt in het nummer op hetzelfde moment voor als in het origineel "Ridin'". In het origineel was het echter "dawg", straattaal voor "friend" (vriend), terwijl het personage van Yankovic het over zijn huisdier heeft. De naam van de hond, Foofie, is wellicht een verwijzing naar de film UHF, waarin de eerste poedel die uit het raam wordt gegooid, deze naam draagt. Ook de woorden "pop pop" komen in de parodie op hetzelfde moment voor als in het origineel, met het verschil dat het in de parodieversie gaat over het openploppen van de belletjes in noppenfolie.
- Met het zwaaien met de lichtsabel halverwege de clip parodieert Yankovic "the Star Wars Kid", en tegen het eind van de video zien we hem in een achterafsteegje waarin hij in het geheim een bootleg VHS-opname koopt van The Star Wars Holiday Special.
- Aan het slot van de video toont Yankovic de groet van de Vulcaniërs uit Star Trek, in plaats van het handgebaar dat rapper-homies graag maken. Yankovic gebruikt overigens de variant van Surak uit de aflevering The Savage Curtain in plaats van de meer gangbare groet.
- Er zijn twee versies van de video; de televisieversie toont een close-up van Yankovic voor een winkel van het kledingbedrijf Gap, maar op de originele internetversie staat Yankovic verder weg van de winkel. In de originele versie van de video is het Wikipedialogo zichtbaar in de scène waarin Yankovic een Wikipedia-artikel vandaliseert, op de televisieversie is dit logo verwijderd. In de scène erna zijn de woorden in de dvd-box van Monty Python and the Holy Grail ook verdwenen.

### Cameo's
- Jordan Peele en Keegan-Michael Key van MADtv rijden in de blauwe Chevy Impala Convertible uit 1967 in de eerste scène van de video.
- Donny Osmond danst naast Yankovic in the scènes met de witte achtergrond met daarop de (onjuiste) niet-relativistische Schrödingervergelijking voor waterstof achter hen. Yankovic had Osmond gevraagd om mee te doen, omdat dat de "blankste kerel was die hij kon verzinnen".[10]

### Fouten
- De vergelijking op de achtergrond in het refrein is de Schrödingervergelijking voor het waterstofatoom. Er staat echter een fout in. De constante van Planck (met ℎ als notatie) is zichtbaar, in plaats van de constante van Dirac (met ℏ als notatie)

Onjuist zoals te zien in de video:
{\displaystyle \left[-{\frac {h^{2}}{2\mu }}\nabla ^{2}-{\frac {e^{2}}{\mathbf {r} }}\right]\psi \left(\mathbf {r} \right)=E\psi \left(\mathbf {r} \right).}
Juiste versie:
{\displaystyle \left[-{\frac {\hbar ^{2}}{2\mu }}\nabla ^{2}-{\frac {e^{2}}{\mathbf {r} }}\right]\psi \left(\mathbf {r} \right)=E\psi \left(\mathbf {r} \right).}